# Tommy Smith (football, 1992)
Pour les articles homonymes, voir Smith et Tommy Smith.
Thomas George Smith est un footballeur anglais né le 14 avril 1992 à Warrington en Angleterre. Il évolue au poste de latéral droit.

## Biographie
Le 24 septembre 2013, Smith réalise ses débuts professionnels avec Huddersfield Town, lors d'un match de Coupe de la Ligue contre Hull City (défaite 1-0).
Le 15 juillet 2019, il paraphe un contrat de trois saisons en faveur de Stoke City, qui évolue alors en Championship. Le montant de la transaction s'élève à 4,45 millions d'euros.

## Statistiques
| Saison                | Club                  | Championnat           | Championnat | Championnat | Coupe nationale | Coupe nationale | Coupe de la Ligue | Coupe de la Ligue | Total | Total |
| Saison                | Club                  | Division              | M.          | B.          | M.              | B.              | M.                | B.                | M.    | B.    |
| 2013-2014             | Huddersfield Town     | Championship          | 24          | 0           | 2               | 0               | 1                 | 0                 | 27    | 0     |
| 2014-2015             | Huddersfield Town     | Championship          | 41          | 0           | 1               | 0               | 2                 | 0                 | 44    | 0     |
| 2015-2016             | Huddersfield Town     | Championship          | 36          | 0           | 2               | 1               | 1                 | 0                 | 39    | 1     |
| 2016-2017             | Huddersfield Town     | Championship          | 45          | 4           | 2               | 0               | -                 | -                 | 47    | 4     |
| 2017-2018             | Huddersfield Town     | Premier League        | 24          | 0           | 3               | 0               | -                 | -                 | 27    | 0     |
| 2018-2019             | Huddersfield Town     | Premier League        | 15          | 0           | -               | -               | 1                 | 0                 | 16    | 0     |
| Sous-total            | Sous-total            | Sous-total            | 185         | 4           | 10              | 1               | 5                 | 0                 | 200   | 5     |
| 2019-2020             | Stoke City            | Championship          | 30          | 0           | -               | -               | 2                 | 0                 | 32    | 0     |
| 2020-2021             | Stoke City            | Championship          | 35          | 2           | 1               | 0               | 5                 | 0                 | 41    | 2     |
| 2021-2022             | Stoke City            | Championship          | 32          | 1           | 1               | 0               | -                 | -                 | 33    | 1     |
| Sous-total            | Sous-total            | Sous-total            | 97          | 3           | 2               | 0               | 7                 | 0                 | 106   | 3     |
| 2022-2023             | Middlesbrough FC      | Championship          | 26          | 0           | 1               | 0               | 1                 | 0                 | 28    | 0     |
| Sous-total            | Sous-total            | Sous-total            | 26          | 0           | 1               | 0               | 1                 | 0                 | 28    | 0     |
| Total sur la carrière | Total sur la carrière | Total sur la carrière | 308         | 7           | 13              | 1               | 13                | 0                 | 334   | 8     |